# Sint-Stevenskerk (Werkhoven)
De Sint-Stevenskerk staat aan de Brink in het dorp Werkhoven in de Nederlandse gemeente Bunnik.
De eerste kerk die hier rond het jaar 900 werd gebouwd was van hout en reeds gewijd aan Sint-Stefanus. De huidige kerk is van romaanse oorsprong, het gebouw werd begin twaalfde eeuw opgetrokken uit tufsteen en is versierd met lisenen en rond- en keperboogfriezen. In ongeveer 1480 kreeg ze een gotisch uiterlijk en in 1830 volgde een verbouwing in neo-gotische stijl. Sinds een restauratie in 1995 is de tufsteen van de noordmuur weer zichtbaar. Er is in deze kerk een eenklaviersorgel uit 1862, het is gebouwd door Johannes Vollebregt.
De toren is ook uit tufsteen opgetrokken en dateert van eind twaalfde eeuw.
In de klokkenstoel hangt een klok uit 1480 van S. Butendic, hij heeft een diameter van 133,5 cm. Het mechanisch smeedijzeren torenuurwerk dateert uit 1699 en is vervaardigd door Hermen Claaszn van Meerkerk (Meerkerk, ca. 1661) uit Schoonrewoerd.
Het bij de kerk staande lijkbaarhuisje werd in 1860 gebouwd.
De Sint-Stevenskerk leek veel op het kerkgebouw te Odijk, dat werd vervangen door de huidige Sint-Heribertkerk, beter bekend als het witte kerkje. Beide kerken behoorden toe aan de bisschop van Utrecht.
De kerk wordt gebruikt door de Hervormde Gemeente Werkhoven (PKN).